# Noruega en los Juegos Olímpicos de Río de Janeiro 2016
Noruega estuvo representada en los Juegos Olímpicos de Río de Janeiro 2016 por un total de 62 deportistas que compitieron en 13 deportes. Responsable del equipo olímpico es el Comité Olímpico Noruego, así como las federaciones deportivas nacionales de cada deporte con participación.
El portador de la bandera en la ceremonia de apertura fue el tirador Ole Kristian Bryhn.

## Medallistas
El equipo olímpico de Noruega obtuvo las siguientes medallas:
| Nombre                       | Deporte            | Competición                 |
| ---------------------------- | ------------------ | --------------------------- |
| Oro                          |                    |                             |
| —                            |                    |                             |
| Plata                        |                    |                             |
| —                            |                    |                             |
| Bronce                       |                    |                             |
| Equipo                       | Balonmano          | Torneo F                    |
| Stig André Berge             | Lucha grecorromana | 59 kg M                     |
| Kjetil Borch Olaf Tufte      | Remo               | Doble scull (M2X) M         |
| Kristoffer Brun Are Strandli | Remo               | Doble scull ligero (LM2X) M |